# Zeudi Di Palma
Zeudi Di Palma (Napoli, 2 novembre 2001) è una modella italiana, eletta Miss Italia 2021.

## Biografia
Nata nel 2001 a Napoli, è cresciuta nel quartiere Scampia. Diplomata al liceo scientifico, al momento dell'elezione era studentessa di sociologia all'Università degli Studi di Napoli Federico II e modella.
È stata chiamata così in onore di Zeudi Araya, di cui il padre era fan.
Il 10 settembre 2021 ha vinto il titolo di Miss Napoli, con cui ha ottenuto l'accesso alle prefinali nazionali di Miss Italia 2021. Il 13 febbraio 2022 ha partecipato, ottenendo la vittoria, alla finale dell'82ª edizione di Miss Italia.
Dall'8 aprile al 5 maggio 2022 ha fatto il suo debutto a Mediaset come primadonna del programma Big Show, in onda su Canale 5 con la conduzione di Enrico Papi.
Dal 2 dicembre 2024 al 31 marzo 2025 è stata una delle concorrenti della diciottesima edizione del Grande Fratello, in onda su Canale 5, dove si è classificata al quinto posto.

## Programmi televisivi
- Big Show (Canale 5, 2022) - co-conduttrice
- Grande Fratello (Canale 5, 2024-2025) - concorrente